# Марш Мендельсона
Марш Мендельсона (або просто Весільний марш) — широко відомий марш, найвідоміший фрагмент із музики до комедії «Сон літньої ночі» Фелікса Мендельсона, що була написана у 1842 році. Один з найпоширеніших у світі весільних маршів.

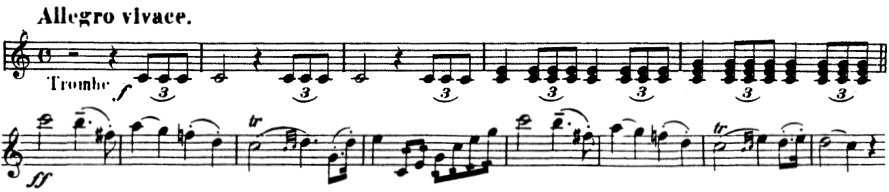
Ноти маршу

Вперше як весільний марш Мендельсона був використаний під час вінчання Дороті Кар'ю (Dorothy Carew) і Тома Деніела (Tom Daniel) в церкві Св. Пітера в Тівертоні (Велика Британія) 2 червня 1847. Але справжню популярність марш дістав відтоді, як пролунав на весіллі принцеси Вікторії й кронпринца прусського Фрідріха 25 січня 1858.
Орган, на якому Мендельсон виконував знаменитий марш (серед інших своїх творів), розташований в Тоттенхемі (один з районів Лондона), в церкві Св. Анни.